# Boris Doumenko
Boris Mokeïevitch Doumenko, né en 1888 en Russie et mort le 11 mai 1920 à Rostov-sur-le-Don est un commandant de l'armée bolchévique.

## Biographie
Il est né dans une famille de paysans dans la région du Don. Enfant il s'occupe des chevaux et travaille comme berger. Il entre dans l'armée durant la Première Guerre mondiale et sert dans une unité d'artillerie. En 1917 il est nommé au grade de sergent.
De retour du front en 1918, il rejoint une des premières forces de cavalerie paysanne dans la région du Don. Il commande un bataillon de paysans. Il unit de petits détachements de cavalerie. En septembre 1918, il est nommé commandant de la 1re Brigade de cavalerie du Don. En décembre 1918 il devient le chef de la 1re Division de Cavalerie au sein de la 10e armée. Le 2 mars 1919 il reçoit l'ordre de la Bannière Rouge. En janvier 1919, il est nommé chef de la 4e division de cavalerie de Petrograd. En avril 1919, il est assistant du chef d'état-major de la 10e armée pour la cavalerie. Le 25 mai 1919 il est grièvement blessé, une balle le frappe au poumon et est évacué à Saratov.
En été 1919 toute la région du Don est sous domination blanche, la 10e Armée quitte Tsaritsyne. Le 14 septembre, il est nommé commandant d'un nouveau corps des chevaux de cavalerie. Entre septembre à décembre 1919, ce corps remporte plusieurs victoires vers le Don et dans le Caucase. Le 7 janvier 1920, il prend la capitale de l'Armée du Don, Novotcherkassk. En janvier 1920 il rejoint le Parti bolchevique.
Durant la Campagne de la steppe il est candidat de Staline[pas clair] et son adjoint était le général Semion Boudienny. Semion Boudienny commande le premier corps de cavalerie et le deuxième corps de Dumenko est transféré au Front du Caucase, commandé par Mikhaïl Toukhatchevski nommé par Trotsky.
Il meurt en mai 1920.